# Pownal Center
Pownal Center es un lugar designado por el censo ubicado en el condado de Bennington en el estado estadounidense de Vermont. En el Censo de 2020 tenía una población de 437 habitantes y una densidad poblacional de 108,44 habitantes por km². Fue incluido como CDP en el censo de 2020.

## Geografía
Pownal Center se encuentra ubicado en las coordenadas 42°47′43″N 73°13′25″O / 42.79528, -73.22361. Según la Oficina del Censo de los Estados Unidos,  tiene una superficie total de 4,03 km², todos correspondientes a tierra.